# Gorjane
Gorjane este o localitate din comuna Kozje, Slovenia, cu o populație de 158 de locuitori.